# Saint-Witz
Saint-Witz egy község Franciaországban. Lakosainak száma 2511 fő (2022. január 1.).

## Földrajza
Saint-Witz Vémars, Mortefontaine, Plailly, Fosses, Marly-la-Ville, Survilliers és Villeron községekkel határos.